# Torneio de Montreux de 2013
O Torneio de Montreux de 2013 foi a 65ª edição do Torneio de Montreux que decorrereu entre os dias 27 e 31 de Março de 2013. Esta competição é organizada pelo Montreux HC, na Suíça. Para além da competição sénior, foi disputado paralelamente um torneio de 4 equipas Juniors (escalão de Infantis em Portugal), compostas por jogadores até 13 anos.
A Seleção Portuguesa de Hóquei em Patins conquistou o seu 17º Torneio de Montreux, e sendo o 3º consecutivo, recebeu também o Troféu Marcel Monney.
Na competição de Juniores vitória portuguesa do SC Tomar.

## Competição Juniores

### Classificação
| País                   | J | V | E | D | GM | GS | DG  | Pts |
| ---------------------- | - | - | - | - | -- | -- | --- | --- |
| SC Tomar               | 3 | 3 | 0 | 0 | 44 | 3  | 41  | 9   |
| Hockey Sarzana         | 3 | 2 | 0 | 1 | 20 | 10 | 10  | 6   |
| CH Claret de Barcelona | 3 | 1 | 0 | 2 | 9  | 18 | -9  | 3   |
| Montreux HC            | 3 | 0 | 0 | 3 | 4  | 46 | -42 | 0   |

### Resultados
| 29 de Março de 2013 | Montreux HC | 2-6 | CH Claret de Barcelona |  |
| 13:30 (GMT)         |             |     |                        |  |

| 29 de Março de 2013 | Hockey Sarzana | 2-6 | SC Tomar |  |
| 14:30 (GMT)         |                |     |          |  |

| 30 de Março de 2013 | SC Tomar | 29-0 | Montreux HC |  |
| 10:00 (GMT)         |          |      |             |  |

| 30 de Março de 2013 | CH Claret de Barcelona | 2-7 | Hockey Sarzana |  |
| 11:00 (GMT)         |                        |     |                |  |

| 31 de Março de 2013 | Montreux HC | 2-11 | Hockey Sarzana |  |
| 10:00 (GMT)         |             |      |                |  |

| 31 de Março de 2013 | SC Tomar | 9-1 | CH Claret de Barcelona |  |
| 11:00 (GMT)         |          |     |                        |  |

### Classificação final
| Lugar | Seleção                |
| ----- | ---------------------- |
|       | SC Tomar               |
|       | Hockey Sarzana         |
|       | CH Claret de Barcelona |
| 4     | Montreux HC            |

## Competição Seniores

### Fase de Grupos

#### Grupo A
| País     | J | V | E | D | GM | GS | DG | Pts |
| -------- | - | - | - | - | -- | -- | -- | --- |
| Angola   | 3 | 3 | 0 | 0 | 11 | 5  | 6  | 9   |
| Alemanha | 3 | 1 | 1 | 1 | 7  | 8  | -1 | 4   |
| França   | 3 | 0 | 2 | 1 | 5  | 8  | -3 | 2   |
| Suíça    | 3 | 0 | 1 | 2 | 8  | 10 | -2 | 1   |

| 27 de Março de 2013 | França                   | 1-1 | Suíça                      |  |
| 16:30 (GMT)         | 1-0 Cirilo Garcia 30 min |     | 1-1 Pascal Kissling 40 min |  |

| 27 de Março de 2013 | Alemanha                                         | 0-2 | Angola |  |
| 18:00 (GMT)         | 0-1 Humberto Mendes 5 min 0-2 João Vieira 38 min |     |        |  |

| 28 de Março de 2013 | Angola                                                                         | 4-1 | França           |  |
| 16:30 (GMT)         | 1-0 Humberto Mendes 2-0 Anacleto Silva 3-1 Joao Vieira"Johe" 4-1 Andre Centeno |     | 2-1 Wilfried Row |  |

| 28 de Março de 2013 | Alemanha                                                                                              | 4-3 | Suíça                                                                       |  |
| 21:00 (GMT)         | 1-3 Felix Bender 6' 2ªP 2-3 Lukas Karschau 8' 2ªP 3-3 Kai Milewski 11' 2ªP 4-3 Lukas Karschau 15' 2ªP |     | 0-1 Pascal Kissling 14 min 0-2 Gael Jimenez 16 min 0-3 Marzio Vanina 18 min |  |

| 29 de Março de 2013 | Angola                                                                | 5-4 | Suíça                                                                         |  |
| 18:00               | 1-2 Joao Pinto 2-2 Johe LD 3-3 Joao Pinto 4-3 Johe 5-3 Anacleto Silva |     | 0-1 Simon Von Allmen 0-2 Gael Jimenez 2-3 Pascal Kissling 5-4 Pascal Kissling |  |

| 29 de Março de 2013 | Alemanha                                               | 3-3 | França                                                |  |
| 21:00 (GMT)         | 1-1 Lukas Karschau 3-2 Felix Bender 3-3 Lukas Karschau |     | 0-1 Cirio Garcia 1-2 Mathieu Guibot 1-3 Florent David |  |

#### Grupo B
| País        | J | V | E | D | GM | GS | DG  | Pts |
| ----------- | - | - | - | - | -- | -- | --- | --- |
| Espanha     | 3 | 3 | 0 | 0 | 16 | 7  | 9   | 9   |
| Portugal    | 3 | 2 | 0 | 1 | 27 | 8  | 19  | 6   |
| Brasil      | 3 | 1 | 0 | 2 | 7  | 23 | -16 | 3   |
| Montreux HC | 3 | 0 | 0 | 3 | 3  | 15 | -12 | 0   |

| 27 de Março de 2013 | Portugal | 7-1 | Montreux HC         |  |
| 19h30 (GMT)         | 1-0 Jorge Silva 5' 1ªP 2-0 Ricardo Barreiros 18' 1ªP 3-0 Valter Neves 19'12" 1ªP 4-0 Valter Neves 19'48" 1ªP 5-1 Ricardo Oliveira "Caio" LD 2ªP 6-1 João Rodrigues 2ªP 7-1 Gonçalo Alves GP 2ªP |     | 4-1 Jorge Marin 2ªP |  |

| 27 de Março de 2013 | Espanha | 7-1 | Brasil |  |
| 21:00 (GMT)         |         |     |        |  |

| 28 de Março de 2013 | Espanha                                                                       | 4-2 | Montreux HC                        |  |
| 18:00 (GMT)         | 1-1 Josep Maria Selva 2-1 Toni Perez 3-2 Xavier Barroso 4-2 Josep Maria Selva |     | 0-1 Jorge Marin 2-2 Tobias Cebulla |  |

| 28 de Março de 2013 | Portugal | 16-2 | Brasil                      |  |
| 19:30               | 1-0 Valter Neves 2-0 Ricardo Barreiros 3-0 Ricardo Barreiros 4-1 Gonçalo Alves 5-1 Jorge Silva 6-1 Hélder Nunes 7-1 Gonçalo Alves 8-2 Hélder Nunes 9-2 João Rodrigues 10-2 Jorge Silva 11-2 João Rodrigues GP 12-2 João Rodrigues 13-2 Jorge Silva 14-2 Jorge Silva 15 Joao Rodrigues GP 16-2 Jorge Silva |      | 3-1 Alan Fernandes 7-2 Didi |  |

| 29 de Março de 2013 | Brasil                                                            | 4-0 | Montreux HC |  |
| 16:30 (GMT)         | 1-0 Alan Fernandes 2-0 Alan Fernandes 3-0 Didi 4-0 Alan Fernandes |     |             |  |

| 29 de Março de 2013 | Espanha                                                                          | 5-4 | Portugal                                                                                 |  |
| 19:30               | 1-0 Diogo Rafael 2-0 Ricardo Barreiros 3-0 Diogo Rafael 4-2 Ricardo Barreiros GP |     | 3-1 Josep Selva 3-2 Jesep Selva LD 4-3 Marc Olle 4-4 Cristian Rodrigues 4-5 Enric Torner |  |

### Fase Final

#### 5º-8º Lugar
|  | Eliminatória | Eliminatória |   |          | 5º lugar    | 5º lugar |  |
|  |              |              |   |          |             |          |  |
|  | 30 Março     |              |   |          |             |          |  |
|  | Suíça        | 3            |   |          |             |          |  |
|  | Brasil       | 5            |   |          |             |          |  |
|  |              |              |   |          |             |          |  |
|  |              |              |   |          | 31 Março    |          |  |
|  |              |              |   |          | Brasil      | 1        |  |
|  |              | França       | 8 |          |             |          |  |
|  |              |              |   |          |             |          |  |
|  |              |              |   |          |             |          |  |
|  |              |              |   |          | 7º          |          |  |
|  | 30 Março     | 30 Março     |   | 31 Março | 31 Março    |          |  |
|  | França       | 4            |   | Suíça    | 3           |          |  |
|  | Montreux HC  | 2            |   |          | Montreux HC | 4        |  |

#### Apuramento Campeão
|  | Meias Finais | Meias Finais |       |          | Final          | Final |  |
|  |              |              |       |          |                |       |  |
|  | 30 Março     |              |       |          |                |       |  |
|  | Angola       | 1            |       |          |                |       |  |
|  | Portugal     | 7            |       |          |                |       |  |
|  |              |              |       |          |                |       |  |
|  |              |              |       |          | 31 Março       |       |  |
|  |              |              |       |          | Portugal       | 4(5)G |  |
|  |              | Espanha      | 4(4)P |          |                |       |  |
|  |              |              |       |          |                |       |  |
|  |              |              |       |          |                |       |  |
|  |              |              |       |          | Terceiro lugar |       |  |
|  | 30 Março     | 30 Março     |       | 31 Março | 31 Março       |       |  |
|  | Alemanha     | 5            |       | Angola   | 6              |       |  |
|  | Espanha      | 9            |       |          | Alemanha       | 3     |  |

##### Jogos
Meias Finais
| 30 de Março | Angola           | 1-7 | Portugal |  |
| 17:00 (GMT) | 1-1 Johe 10' 1ªP |     | 0-1 Caio 7' 1ªP 1-2 Ricardo Barreiros 13' 1ªP 1-3 Caio 17' 1ªP 1-4 Jorge Silva 1' 2ªP 1-5 Ricardo Barreiros 3' 2ªP 1-6 Caio 14' 2ªP 1-7 Diogo Rafael 15' 2ªP |  |

| 30 de Março | Alemanha                                                                                              | 5-9 | Espanha |  |
| 19:00 (GMT) | 1-0 Lukas Karschau 4 min 2-2 Kai Milevski 12 min 5-3 Felix Bender 22 min 5-4 Lukas Karschau 29 min ?? |     | 1-1 Enric Galindo 7 mim 1-2 Antonio Gonzales 9 min 3-2 Antoni Piquet 17 min 4-2 Enric Galalrdo 17 min 5-2 Pau Bargallo 20 min 1ªP 6-4 Antoni Baliu Piquet 30 min 7-4 Antonio Perez Gonzales 32 min 8-4 Pau Bargallo 35 min ?? 40 min |  |

3º e 4º lugar
| 31 de Março | Angola | 6-3 | Alemanha                                             |  |
| 17:00 (GMT) | 1-0 Humberto Mendes 2-1 Joao Pinto 3-1 Marcio Fernandes 4-1 Andre Centeno 5-1 Marcio Fernandes 6-1 Anacleto Silva |     | 1-1 Kai Milewski 6-2 Kai Milewski 6-3 Lukas Karschau |  |

Final
| 31 de Março | Portugal                                                                                           | 4-4 (5-4)GP | Espanha                                                        |  |
| 19:00 (GMT) | 1-1 Ricardo oliveira "Caio" 2-2 Ricardo Barreiros 3-2 Ricardo Barreiros 4-4 Ricardo oliveira "Caio |             | 0-1 Tony Perez 1-2 Marc Olle 3-3 Enric Torner 4-3 Enric Torner |  |

|                                                                                     |       | Penalidades                                                           |  |
| Ricardo Oliveira "Caio" Ricardo Barreiros Helder Nunes Joao Rodrigues Gonçalo Alves | 1 – 0 | Tony Perez Cristian Rodrigues Xavier Barroso P. Bargallo Enric Torner |  |